# Lijst van historische monumenten in Vendôme
Dit is een lijst met historische monumenten in Vendôme, Loir-et-Cher, Frankrijk.

## Lijst
Deze lijst bevat alleen geregistreerde monumenten.
| Naam                                                | Adres                                        | Coördinaten                    | Afbeelding |
| --------------------------------------------------- | -------------------------------------------- | ------------------------------ | ---------- |
| Abbaye de la Trinité                                |                                              | 47° 47′ 28″ NB, 1° 04′ 8″ OL   |            |
| Arche des Grands Prés, ou Porte d’eau               | 2-16 Rue Parisienne                          | 47° 47′ 33″ NB, 1° 04′ 10″ OL  |            |
| Chapelle Saint-Pierre-de-la-Motte                   | 16 Impasse Saint-Pierre Lamothe              | 47° 47′ 33″ NB, 1° 03′ 50″ OL  |            |
| Château de Vendôme                                  |                                              | 47° 47′ 21″ NB, 1° 03′ 57″ OL  |            |
| Couvent des Cordeliers                              | 7, rue du Puits                              | 47° 47′ 36″ NB, 1° 04′ 8″ OL   |            |
| Église Sainte-Marie-Madeleine                       | Place de la Madeleine ; rue Saint-Jacques    | 47° 47′ 39″ NB, 1° 03′ 55″ OL  |            |
| Hôtel de la chambre des comptes (Vendôme)           | 7, rue de la Renarderie                      | 47° 47′ 29″ NB, 01° 03′ 58″ OL |            |
| Hôtel de ville                                      | 9, rue Saint-Jacques ; 45, rue de la Poterie | 47° 47′ 29″ NB, 01° 04′ 1″ OL  |            |
| Logis des hôtes                                     | Rue de l'Abbaye                              | 47° 47′ 29″ NB, 01° 04′ 4″ OL  |            |
| Maison, 8, place de la République                   | 8, place de la République                    | 47° 47′ 28″ NB, 01° 04′ 2″ OL  |            |
| Maison, 16, rue des Quatre-Huyes                    | 16, rue des Quatre-Huyes                     | 47° 47′ 42″ NB, 01° 03′ 40″ OL |            |
| Maison à pans de bois, 4, 6, rue de la Renarderie   | 4, 6, rue de la Renarderie                   | 47° 47′ 29″ NB, 01° 03′ 58″ OL |            |
| Maison à pans de bois, 8, rue de la Renarderie      | 8, rue de la Renarderie                      | 47° 47′ 29″ NB, 01° 03′ 58″ OL |            |
| Maison à pans de bois, 10, 12, rue de la Renarderie | 10, 12, rue de la Renarderie ; Grande-rue    | 47° 47′ 29″ NB, 01° 03′ 58″ OL |            |
| Maison Fisseau                                      | 6, faubourg Saint-Lubin                      | 47° 47′ 26″ NB, 01° 03′ 50″ OL |            |
| Maison Saint-Martin                                 | Place Saint-Martin                           | 47° 47′ 30″ NB, 01° 04′ 5″ OL  |            |
| Monument à Rochambeau                               | Place Saint-Martin                           | 47° 47′ 30″ NB, 01° 04′ 3″ OL  |            |
| Oratoire de Courtiras                               | 49 rue de Courtiras                          | 47° 48′ 13″ NB, 01° 02′ 59″ OL |            |
| Porte Saint-Georges                                 | 2 Rue Poterie                                | 47° 47′ 28″ NB, 01° 03′ 50″ OL |            |
| Quartier Rochambeau                                 |                                              | 47° 47′ 25″ NB, 01° 04′ 9″ OL  |            |
| Tour Saint-Martin                                   |                                              | 47° 47′ 30″ NB, 01° 04′ 0″ OL  |            |